# Dale Wilde Band
Die Dale Wilde Band ist eine 1994 gegründete schottisch-irische Folkband aus dem Raum Stuttgart. Seit 2005 gibt es die Band in ihrer heutigen Besetzung.

## Geschichte
Dale Wilde, gebürtige Schottin aus Glasgow, begann ihre Karriere schon im Kindesalter. Als junges Mädchen gewann sie mehrere Nachwuchswettbewerbe, u. a. mit The Dubliners. Sie gibt deutschlandweit, in der Schweiz, in Österreich und in Polen Konzerte, unter anderem auf Folk-Festivals.
Neben vielen bis zu 300 Jahre alten Liedern, umfasst das Repertoire von Dale Wilde auch eine Reihe selbst komponierter und modern arrangierter Titel, zum Beispiel den Song And I miss you so, der 2001 auf dem Album The Banks of Red Roses veröffentlicht wurde. Viele der Songs werden dabei auf Gälisch oder im schottischen Dialekt vorgetragen. Meist handeln sie vom Auswandern, von Freiheitskämpfen, aber auch von Hoffnung und Liebe. Die Lieder werden von Dale Wilde kommentiert.

## Diskografie

### Studioalben
- 1996: From the Heart
- 1998: Moving On (einschließlich Loch Lomond)
- 1999: Just for You
- 2001: The Banks of Red Roses (inklusive Live-Aufnahme)

### Konzertalben und -mitschnitte
- 2006: Scala Ludwigsburg bei L-TV Fernsehen
- 2008: Lord of the Dance und Danny Boy – CD-/DVD-Live-Aufnahme (Folk im Schlosshof)
- 2010: Black is the Colour und Loch Lomond – CD-/DVD-Live-Aufnahme' (Folk im Schlosshof)

### Singles
- 2010: Imagine

### Kompilationen
- 2009: The Rose – Best of Ludwigsburg CD